# Cantón de Merdrignac
El cantón de Merdrignac era una división administrativa francesa, que estaba situada en el departamento de Costas de Armor y la región de Bretaña.

## Composición
El cantón estaba formado por nueve comunas:
- Gomené
- Illifaut
- Laurenan
- Loscouët-sur-Meu
- Merdrignac
- Mérillac
- Saint-Launeuc
- Saint-Vran
- Trémorel

## Supresión del cantón de Merdrignac
En aplicación del Decreto nº 2014-150 de 13 de febrero de 2014, el cantón de Merdrignac fue suprimido el 22 de marzo de 2015 y sus 9 comunas pasaron a formar parte del nuevo cantón de Broons.